# Psycho Santa
Psycho Santa is een videospel voor de platforms Commodore Amiga. Het spel werd ontwikkeld door Bullfrog Productions en uitgebracht in 1993 door The One Amiga. Het spel is een horizontaal scrollende shoot'em up. Het spel is Engelstalig en kan met maximaal een persoon gespeeld worden.